# Caponia abyssinica
Caponia abyssinica  (лат.) — вид мелких пауков рода Caponia из семейства Caponiidae. Восточная Африка: Эфиопия.

## Описание
Длина самок до 9,3 мм (головогрудь — 3,3 мм, брюшко — 6 мм). Основная окраска оранжевая. На головогруди развиты все 8 глаз. Развиты только две пары трахей. Ночные охотники, в дневное время прячутся в паутинных убежищах.
Вид Caponia abyssinica был впервые описан в 1908 году норвежским арахнологом Эмбриком Странном (Embrik Strand, 1876—1947), профессором Рижского университета. Таксон Caponia abyssinica включён в состав рода Caponia Simon, 1887 (вместе с Caponia braunsi, Caponia capensis, Caponia chelifera, Caponia forficifera, Caponia hastifera, Caponia karrooica и другими).